# Liste der Monuments historiques in Langonnet
Die Liste der Monuments historiques in Langonnet führt die Monuments historiques in der französischen Gemeinde Langonnet auf.

## Liste der Bauwerke
| Bezeichnung                   | Beschreibung | Standort                 | Kennzeichnung | Schutzstatus | Datum     | Bild |
| ----------------------------- | ------------ | ------------------------ | ------------- | ------------ | --------- | ---- |
| Kloster Langonnet             |              | (Lage)                   | PA00091334    | Inscrit      | 1928      |      |
| Kapelle                       |              | La Chapelle Neuve (Lage) | PA00091335    | Inscrit      | 1973 1974 |      |
| Kapelle Saint-Germain         |              | (Lage)                   | PA00091336    | Inscrit      | 1934      |      |
| Calvaire auf dem Friedhof     |              | (Lage)                   | PA00091337    | Inscrit      | 1928      |      |
| Kirche St-Pierre-St-Paul      |              | (Lage)                   | PA00091338    | Classé       | 1980      |      |
| Kirche La Trinité             |              | (Lage)                   | PA00091339    | Classé       | 1980      |      |
| Fontaine de la Trinité-Bezver |              | (Lage)                   | PA00091340    | Inscrit      | 1935      |      |
| Manoir de Kermain             |              | (Lage)                   | PA00091341    | Inscrit      | 1980      |      |
| Motte von Kermain             |              | (Lage)                   | PA00135359    | Inscrit      | 1995      |      |
| Tumulus de Kermain            |              | (Lage)                   | PA00091342    | Classé       | 1946      |      |